# 섀도우 솔저
《섀도우 솔저》(영어: Shadows in Paradise)는 2010년 공개된 미국의 액션 영화이다.

## 출연
- 마크 다카스코스
- 아먼드 아산티
- 톰 사이즈모어
- 소피야 스카야
- 브루스 복스라이트너
- 대니 트레이호
- 스티븐 바워
- 이고리 지지킨
- 앤드루 디보프